# چاه ملا (درمیان)
چاه ملا روستایی در دهستان طبس مسینا بخش گزیک شهرستان درمیان استان خراسان جنوبی ایران است. بر پایه سرشماری عمومی نفوس و مسکن در سال ۱۳۹۰ جمعیت این روستا کمتر از ۳ خانوار بوده است.